# Acalypha fasciculata
Acalypha fasciculata är en törelväxtart som beskrevs av Johannes Müller Argoviensis. Acalypha fasciculata ingår i släktet akalyfor, och familjen törelväxter. Inga underarter finns listade i Catalogue of Life.